# Hoarda de Aur
Hoarda de Aur (în limbile mongolă: Altan Orda; tătară: Altın Urda; turcă: Altın Orda; rusă: Золотая Орда) a fost un stat  mongol - iar mai târziu turcic - care ocupa întinse teritorii din Rusia, Ucraina și Kazahstan, stat apărut după dezmembrarea Imperiului Mongol și anii 1240. În perioada de maximă putere, teritoriul Hoardei de Aur ocupa cea mai mare parte a Rusiei Europene, de la Munții Ural la Munții Carpați, până în Siberia. În sud, Hoarda de Aur se învecina cu Marea Neagră, Munții Caucaz și teritoriile mongolilor din Ilhanat.

## Numele
Se presupune că denumirea „de aur” (altîn) vine de la sistemul de culori folosit în stepă pentru orientare, negru: nord, roșu: sud, albastru: est, alb: vest și galben (auriu): centru.

Potrivit unei alte surse, numele este derivat din denumirea rusească Золотая Орда – Zolotaia Orda („hoarda de aur”), o imensă tabără de corturi pe care Batu Han a plasat-o pe malul fluviului Volga pentru a marca locația viitoarei sale capitale. În limba mongolă, Altan Orda se traduce prin "Tabăra de Aur" sau "Palatul de Aur". Este cunoscut că mongolii nu aveau palate, dat fiind modul viață nomad, Altan Orda putându-se referi și la cortul auriu al hanului. Deși a fost foarte vehiculată în lucrările științifice ale secolului al XIX-lea, această ultimă teorie este considerată mai puțin demnă de încredere. 
Nu există înregistrări în documentele istorice anterioare secolului al XVII-lea (după dispariția statului mongol), care să ateste numele Hoarda de Aur pentru acest stat. Documentele mai vechi fac referire la Ulus Gioci (sau Giuci), adică tribul purtând numele liderului Giuci.
Unii istorici preferă să folosească un alt nume Hanatul Kîpceak, numele fostului hanat cuman, al cărui teritoriu coincidea în proporție considerabilă cu cel al Hoardei de Aur, care i se considera „moștenitor” de iure.

## Originile mongole
Înainte de moarte, Genghis Han a împărțit Imperiul Mongol între cei patru fii ai săi. Giuci, cel mai în vârstă murise în momentul decesului părintelui său, iar cele mai vestice posesiuni mongole și Rusia sudică au fost împărțite între fiii lui: Batu (Hoarda Albastră (estică)) și Orda (Hoarda Albă (vestică)).

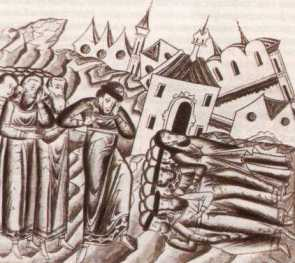
Distrugerea Suzdalului de armatele mongole. Dintr-o cronică medievală rusă.

Batu a reușit să preia controlul asupra moștenirii teritoriale a lui Orda și a cucerit litoralul nordic al Mării Negre, incluzând în forța sa armată popoarele turcice autohtone. La sfârșitul anilor 1230 și începutul anilor 1240, Batu a condus campanii încununate de succes împotriva hanatului bulgar de pe Volga și statul kievean rus.
Campaniile militare ale lui Batu Han vizând expansiunea în Europa au continuat în Polonia și Ungaria (bătăliile de la Legnița și de la Muhi). În 1241, Marele Han Öghedei (sau Ogotai, Ugotai) a murit în Mongolia, iar Batu a ridicat asediul Vienei pentru a se întoarce în Mongolia, pentru a-și cere drepturile la moștenire. Armatele mongole nu au mai ajuns niciodată atât de departe în vest.
În 1242, Batu și-a stabilit capitala la Sarai, pe malul cursului inferior al fluviului Volga. La scurt timp după acest moment, Hoarda Albastră s-a împărțit, fratele mai tânăr al lui Batu, Șaiban, a înființat propria hoardă la vest de Munții Ural, de-a lungul râurilor Obi și Irtîș.

## Populația
Populația Hoardei de Aur era un amestec de populații vorbitoare de dialecte turcești și mongoli, dar și populații subjugate, de tip slav, iranic și fino-ugric. O parte însemnată din populația mongolă s-a turcizat repede, pierzându-și identitatea etno-lingvistică mongolă. Numai aristocrația militară și-a păstrat tradițiile mongole și limba.

### Organizarea internă

Hoarda de Aur în 1389. Cnezatul Moscovei este colorat în galben deschis.

Stăpânul suprem al Hoardei era hanul, ales de kurultai (sau kuriltai), dintre urmașii lui Batu Han. Prim-ministrul era tot de etnie mongolă, fiind numit "prințul prinților", ori "beqler-beq" (sau begler beg). Miniștrii săi erau vizirii. Guvernatorii locali, baskakii, erau responsabili pentru strângerea dărilor și păstrarea ordinii. Nu se făcea deosebire între administrațiile civilă și militară.
Hoarda s-a transformat treptat dintr-o societate nomadă într-una sedentară, Saraiul devenind una dintre cele mai prospere și mai puternic populate metropole ale epocii. La începutul secolului al XIV-lea, capitala a fost mutată la Sarai Berke, care a devenit unul dintre cele mai mari orașe ale lumii medievale, cu peste 600.000 de locuitori.

### Religia
În ciuda încercărilor rusești de prozelitism creștin, mongolii au rămas la tradițiile lor animiste până când Uzbek Han (Üzbek sau Özbek) (1312-1341) a decis impunerea islamulului ca religie de stat a Hoardei. Mai mulți cnezi ruși, între care Mihail al Cernigovului și Mihail al Tverului, au fost martirizați pentru refuzul de a se închina la idoli, dar în general hanii erau toleranți cu creștinii și până la urmă au scutit Biserica Ortodoxă Rusă de impozite.

### Vasali și aliați
Hoarda percepea dări de la supușii săi – rușii, armenii, gruzinii și grecii din Crimeea. Teritoriile creștine erau considerate teritorii periferice de interes scăzut, cel puțin atâta timp cât plăteau tributul. Aceste state vasale nu au fost niciodată încorporate în Hoardă, prinții ruși obținând chiar privilegiul de a strânge tributul în numele suzeranilor tătari. Pentru a menține controlul asupra Rusiei, liderii militari ai Hoardei întreprindeau în cnezatele rusești raiduri de pedeapsă periodice (de exemplu în 1252, 1293 și 1382).
Lev Gumilev a fost promotorul unui punct de vedere conform căruia Hoarda și principatele rusești au ajuns în cele din urmă să încheie o alianță militară împotriva Cavalerilor teutoni și împotriva lituanienilor păgâni. Istoriografii care susțin această interpretare menționează că la curtea hanilor puteau fi întâlniți adesea nobili ruși, de Feodor cel Negru din Iaroslavl, care și-a stabilit sediul lângă Sarai, și Alexandr Nevski, cneazul Novgorodului, frate de cruce cu succesorul lui Batu ca han, Sartak. Deși Novgorodul nu a recunoscut niciodată suzeranitatea Hoardei de Aur, un corp de oaste mongol i-a sprijinit pe novgoredeni în bătălia de pe gheață.
Negustorii Saraiului întrețineau un negoț foarte profitabil cu cei genovezi din coloniile de la țărmul Mării Negre, Soldaia, Caffa și Azak. Mamelucii Egiptului (de origine cumană, adică kîpceacă) erau aliații și cei mai de încredere parteneri în schimburile comerciale din Mediterana. 

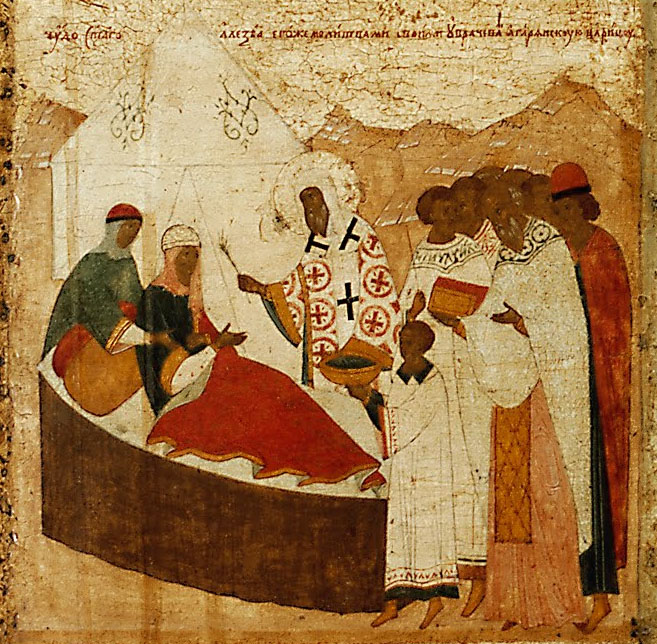
Mitropolitul Aleksei vindecând de orbie soția lui Geanibek (sau Djani beg).

## Evoluția politică
După moartea lui Batu în 1255, prosperitatea imperiului a mai durat aproape un secol, până la asasinarea lui Geanibek (Djanibek) în 1357. Hoarda Albă și Hoarda Albastră au fost unite într-un singur stat de fratele lui Batu, Berke. La sfârșitul secolului al XIII-lea, puterea a fost uzurpată de Nogai, un nobil care nu se trăgea din spița lui Batu. În timpul domniei lui Uzbek (sau Üzbek, Özbek) (1312-1341), armata imperiului avea peste 300.000 de luptători.
Politica Hoardei privind cnezatele rusești urmărea ținerea Rusiei divizată și slabă. În secolul al XIV-lea, întărirea Lituaniei în Europa de Nord-Est a dus la apariția unui concurent important la controlul asupra Rusiei. Din acest motiv Uzbek a început să sprijine Cnezatul Moscovei, cel mai important principat rus. Ivan I Kalita a primit din partea hanilor titlul de Mare cneaz și dreptul de a percepe tributul datorat suzeranului de alte cnezate.
Moartea Neagră (epidemia de ciumă) din 1348–1349 a fost un factor de maximă importanță care a contribuit la decăderea Hoardei de Aur. După asasinarea lui Geanibek, Hoarda a trecut printr-un război civil care a durat decenii. În penultimul deceniu al secolului al XIV-lea, mai multe state – Horezm, Astrahan și Cnezatul Moscovei - au încercat să scape de dominația tătară. În același timp, ținuturile de la cursul inferior al Niprului au fost anexate de Marele Ducat al Lituaniei și de Regatul Poloniei.
Generalul tătar Mamai, stăpânul Hoardei Albastre, însă fără să fi avut învestitura ca han, a încercat să reimpună autoritatea Hoardei asupra Rusiei. Oastea lui Mamai a fost învinsă de Alexandr Donskoi în bătălia de la Kulikovo, aceasta fiind a doua înfrângere consecutivă suferită de tătari în bătălii cu rușii. După ce Mamai a pierdut puterea în 1378, Tohtamîș, un urmaș al lui Orda Han și han al Hoardei Albe, a invadat și anexat Hoarda Albastră, restabilind pentru o perioadă scurtă puterea regională a Hoardei de Aur. Tohtamîș a atacat și jefuit Moscova în 1382 ca pedeapsă pentru nesupunere.

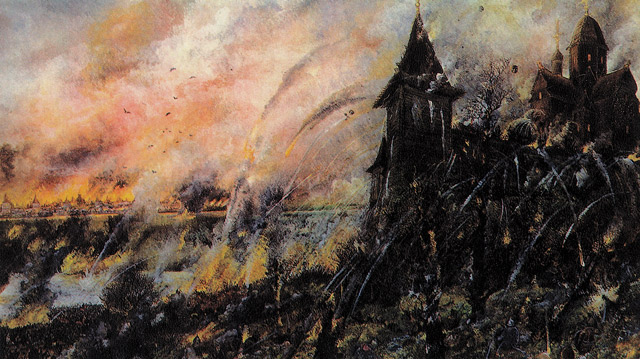
Atacul lui Tohtamîș din 1382.

## Dezintegrarea și dispariția
Timur Lenk a dat o lovitură mortală Hoardei în 1395, anihilându-i forța militară, distrugându-i capitala, jefuindu-i orașele comerciale din Crimeea și deportând meseriașii luați prizonieri în propria capitală, Samarkand.
În primele decenii ale secolului al XV-lea, puterea a fost preluată de Edigu, un vizir care l-a învins pe marele duce al Lituaniei, Vitold, în bătălia de pe râul Vorskla și a proclamat Hoarda Nogai ca fiind posesia sa.
În anii 1440, Hoarda a fost răvășită de un nou război civil. De această dată, hoarda s-a scindat în șapte hanate: Hanatul Siberiei, Hanatul Qasim, Hanatul Kazanului, Hanatul Astrahanului, Hanatul Kazah, Hanatul Uzbek și Hanatul Crimeii.
Niciunul dintre aceste hanate nu era mai puternic decât Marele Cnezat al Moscovei, care, după marea așteptare de pe râul Ugra, a scăpat de dominația tătară până în anul 1480. Toate cele șapte hanate au fost în cele din urmă anexate de Moscova, începând cu Astrahanul și Kazanul. Până la sfârșitul secolului al XVI-lea, Siberia devenise o provincie a Rusiei, iar descendenții hanilor au intrat în serviciul țarilor.
Hanatul Crimeii a devenit în 1475 vasal al Imperiului Otoman. Tătarii crimeeni au continuat raidurile de pradă în sudul Rusiei de-a lungul secolului al XVI-lea și începutului secolului al XVII-lea, dar nu au mai fost în stare să învingă Rusia sau să mai cucerească Moscova. Bucurându-se de protecția otomană, Hanatul Crimeii și-a continuat existența până când Ecaterina cea Mare a anexat hanatul la 8 aprilie 1783. Hanatul Crimeii a fost de departe cel mai longeviv stat succesor al Hoardei de Aur.